# Rinaldo III di Gheldria
Reginaldo o Rinaldo di Gheldria; in francese: Renaud III de Gueldre (13 maggio 1333 – 4 dicembre 1371) fu duca di Gheldria e conte di Zutphen dal 1343 al 1361 e poi dal mese di agosto fino al dicembre del 1371.

## Origine
Rinaldo, sia secondo il Kronijk van Arent toe Bocop, che secondo Les chroniques de Jean Froissart. Tome 1 era il figlio primogenito del Duca di Gheldria e conte di Zutphen, Rinaldo II e della sua seconda moglie, Eleonora d'Inghilterra, che, come ci viene confermato dal Kronijk van Arent toe Bocop era la figlia terzogenita del re d'Inghilterra, Edoardo II e di Isabella di Francia, che, secondo lo storico e genealogista francese, Pierre de Guibours, detto Père Anselme de Sainte-Marie o più brevemente Père Anselme, nel suoHistoire généalogique et chronologique de la maison royale de France, era figlia del re di Francia, Filippo IV il Bello e della regina di Navarra, contessa di Champagne e Brie, Giovanna I di Navarra, che, secondo le Gesta Philippi Tertii Francorum Regis, era la figlia secondogenita del re di Navarra (col nome di Enrico I) e conte di Champagne e Brie (col nome di Enrico III), Enrico di Navarra e di Bianca d'Artois.

Rinaldo II di Gheldria, come ci viene confermato dal Kronijk van Arent toe Bocop era il figlio maschio primogenito del Conte di Gheldria e di Zutphen, Rinaldo I e della sua seconda moglie, Margherita Dampierre o di Fiandra, che, secondo il Kronijk van Arent toe Bocop, era figlia del Conte di Fiandra, Guido di Dampierre e della sua seconda moglie Isabella di Lussemburgo († 1298), figlia di Enrico IV di Lussemburgo e di Margherita de Bar.

## Biografia
Il 19 marzo 1339, suo padre, Rinaldo II, fu riconosciuto duca di Gheldria e conte di Zutphen al parlamento di Francoforte dall'Imperatori del Sacro Romano Impero, Ludovico di Baviera.
Nel 1343, suo padre, Rinaldo II, trasferì la sua residenza da Geldern a Nimega, ma morì improvvisamente ad Arnhem lo stesso anno e fu sepolto nell'abbazia di Graefenthal, vicino a Goch.
Essendo i figli maschi minorenni gli succedette Rinaldo, il primogenito, come Rinaldo III, con la reggenza della madre, Eleonora d'Inghilterra, che, come reggente ebbe sempre molte difficoltà a che venisse riconosciuta dai sudditi e l'anno dopo fu costretta a lasciare l'incarico.
Dal 1350, sua madre, Eleonora, sostenne le rivendicazioni di suo fratello Edoardo, che creò una accesa rivalità tra i due fratelli; Eleonora e Rinaldo ebbero poi una disputa circa il dissenso sorto fra i due fratelli, e Rinaldo III, respinti i tentativi di riconciliazione di sua madre, le confiscò tutte le sue proprietà, quindi Eleonore si trasferì nel monastero cistercense di Deventer e il 22 aprile 1355 Eleonora morì in povertà all'abbazia Cistercense di Deventer, e secondo il Kronijk van Arent toe Bocop, fu sepolta, accanto al marito, nell'abbazia di Graefenthal, Goch, Circondario di Kleve.
Dopo la morte della madre, secondo il Rerum Belgicarum Annales Chronici Et Historici si formarono due fazioni, una detta Hekers, che sosteneva Rinaldo, mentre la seconda, detta Bronchoerit, sosteneva Edoardo, ch si fronteggiarono, sino che, nel 1361, Rinaldo assediò Edoardo a Tiel, dove avvenne lo scontro finale, che vide la vittoria di Edoardo ed i suoi seguaci che catturarono Rinaldo; Edoardo fu riconosciuto duca di Gheldria, mentre Rinaldo fu imprigionato, nel Castello di Nijenbeek, nei pressi di Voorst.
Sempre secondo il Rerum Belgicarum Annales Chronici Et Historici Rinaldo era molto grasso (pinguis et carnosus fuit), e, a proposito si narra che nel dongione in cui fu rinchiuso non dovevano chiudere la porta in quanto, per le sue dimensioni, Rinaldo non riusciva a passare attraverso il varco.
Suo fratello Edoardo morì il 24 agosto 1371, combattendo a fianco del cognato, il duca Guglielmo II di Jülich, contro Venceslao I di Lussemburgo, che aveva attaccato il ducato di Jülich, ma fu sonoramente sconfitto a Baesweiler, dove perse parte del suo esercito e parecchi nobili persero la vita e Venceslao stesso fu fatto prigioniero. Allora Rinaldo fu liberato e fu riconosciuto nuovamente duca di Gheldria.
Rinaldo resse il ducato per poco più di tre mesi, morì il 4 dicembre di quello stesso anno e fu sepolto nell'abbazia di Graefenthal, Goch, Circondario di Kleve, accanto ai genitori. Siccome, né Rinaldo, né Edoardo avevano lasciato eredi, il ducato andò alle sorellastre; siccome la primogenite, Margherita, era morta a Rinaldo succedette Matilde, ma fu contestata dalla sorella Maria; contestazione che portò alla Prima guerra di successione gheldriana.

## Matrimonio e discendenza
Secondo il Kronijk van Arent toe Bocop, Rinaldo, nel 1347, aveva sposato Maria di Brabante, come conferma anche il Rerum Belgicarum Annales Chronici Et Historici, figlia terzogenita del duca di Brabante e duca di Limburgo, Giovanni III e della moglie, Maria d'Évreux. Maria sopravvisse al marito per circa trent'anni; nel 1398, il documento caput CLIV del Diplomatum Belgicorum nova collectio sive Supplementum ad Opera, Volume 3, del luglio di quell'anno, ci conferma che Maria era ancora in vita e fondò la chiesa di San Pietro a Turnhout; Maria, ancora secondo il Kronijk van Arent toe Bocop, morì il 1º marzo 1399  e fu sepolta nella chiesa di Turnhout, da lei fondata.
Rinaldo da Maria non ebbe figli (Dux Gheldriae non genuit ex uxore), come riporta il Rerum Belgicarum Annales Chronici Et Historici; né si conoscono altri discendenti.

## Ascendenza
|                          |                         |                          | Genitori                    |  |  | Nonni |  |  | Bisnonni              |  |  | Trisnonni               |  |
|                          |                         |                          |                             |  |  |       |  |  | Ottone II di Gheldria |  |  | Gerardo III di Gheldria |  |
|                          |                         |                          |                             |  |  |       |  |  | Ottone II di Gheldria |  |  | Gerardo III di Gheldria |  |
|                          |                         | Margherita di Brabante   |                             |  |  |       |  |  | Ottone II di Gheldria |  |  |                         |  |
| Reginaldo I di Gheldria  |                         |                          |                             |  |  |       |  |  | Ottone II di Gheldria |  |  |                         |  |
|                          |                         | Filippa di Dammartin     | Simone di Dammartin         |  |  |       |  |  |                       |  |  |                         |  |
|                          |                         | Filippa di Dammartin     | Simone di Dammartin         |  |  |       |  |  |                       |  |  |                         |  |
|                          |                         | Filippa di Dammartin     | Maria di Ponthieu           |  |  |       |  |  |                       |  |  |                         |  |
| Rinaldo II di Gheldria   |                         | Filippa di Dammartin     |                             |  |  |       |  |  |                       |  |  |                         |  |
|                          |                         | Guido di Dampierre       | Guglielmo II di Dampierre   |  |  |       |  |  |                       |  |  |                         |  |
|                          |                         | Guido di Dampierre       | Guglielmo II di Dampierre   |  |  |       |  |  |                       |  |  |                         |  |
|                          |                         | Guido di Dampierre       | Margherita II di Fiandra    |  |  |       |  |  |                       |  |  |                         |  |
| Margherita di Fiandra    |                         | Guido di Dampierre       |                             |  |  |       |  |  |                       |  |  |                         |  |
|                          |                         | Isabella di Lussemburgo  | Enrico V di Lussemburgo     |  |  |       |  |  |                       |  |  |                         |  |
|                          |                         | Isabella di Lussemburgo  | Enrico V di Lussemburgo     |  |  |       |  |  |                       |  |  |                         |  |
|                          |                         | Isabella di Lussemburgo  | Margherita di Bar           |  |  |       |  |  |                       |  |  |                         |  |
| Rinaldo III di Gheldria  |                         | Isabella di Lussemburgo  |                             |  |  |       |  |  |                       |  |  |                         |  |
|                          | Edoardo I d'Inghilterra | Enrico III d'Inghilterra |                             |  |  |       |  |  |                       |  |  |                         |  |
|                          | Edoardo I d'Inghilterra | Enrico III d'Inghilterra |                             |  |  |       |  |  |                       |  |  |                         |  |
|                          | Edoardo I d'Inghilterra | Eleonora di Provenza     |                             |  |  |       |  |  |                       |  |  |                         |  |
| Edoardo II d'Inghilterra | Edoardo I d'Inghilterra |                          |                             |  |  |       |  |  |                       |  |  |                         |  |
|                          |                         | Eleonora di Castiglia    | Ferdinando III di Castiglia |  |  |       |  |  |                       |  |  |                         |  |
|                          |                         | Eleonora di Castiglia    | Ferdinando III di Castiglia |  |  |       |  |  |                       |  |  |                         |  |
|                          |                         | Eleonora di Castiglia    | Giovanna di Dammartin       |  |  |       |  |  |                       |  |  |                         |  |
| Eleonora d'Inghilterra   |                         | Eleonora di Castiglia    |                             |  |  |       |  |  |                       |  |  |                         |  |
|                          |                         | Filippo IV di Francia    | Filippo III di Francia      |  |  |       |  |  |                       |  |  |                         |  |
|                          |                         | Filippo IV di Francia    | Filippo III di Francia      |  |  |       |  |  |                       |  |  |                         |  |
|                          |                         | Filippo IV di Francia    | Isabella d'Aragona          |  |  |       |  |  |                       |  |  |                         |  |
| Isabella di Francia      |                         | Filippo IV di Francia    |                             |  |  |       |  |  |                       |  |  |                         |  |
|                          |                         | Giovanna I di Navarra    | Enrico I di Navarra         |  |  |       |  |  |                       |  |  |                         |  |
|                          |                         | Giovanna I di Navarra    | Enrico I di Navarra         |  |  |       |  |  |                       |  |  |                         |  |
|                          |                         | Giovanna I di Navarra    | Bianca d'Artois             |  |  |       |  |  |                       |  |  |                         |  |
|                          |                         | Giovanna I di Navarra    |                             |  |  |       |  |  |                       |  |  |                         |  |

### Letteratura storiografica
- (FR)  Trophees tant sacres que profanes de la duché de Brabant ..., Volume 1.